# Кастильо, Хуан де Диос
Хуан де Диос Кастильо Гонсалес (исп. Juan de Dios Castillo González; 31 января 1951, Мехико — 1 мая 2014, Монтеррей) — бывший мексиканский футболист и тренер.

## Биография

### Клубная карьера
Начинал профессиональную карьеру в мексиканском «Монтеррее». Также выступал за «Пачуку», «Сан-Луис», «Толуку», «Монтеррей», а также сборную Мексики.

### Тренерская карьера
В 1983 году вскоре после завершения карьеры Кастильо завершил свою учебу в национальной школе обучения тренеров и получил лицензию. Изначально он тренировал различные клубы третьего, второго и первого дивизионов чемпионата Мексики. Также мексиканец помогал главному тренеру молодежной сборной Португалии в 1991 году. Но через год Кастильо подписал контракт с командой «Сантос Лагуна» и вывел её на третье место в чемпионате.
Затем он отправился в Гондурас, чтобы тренировать клуб «Реал Эспанья». Попытка добиться чего-либо в новом чемпионате увенчалась успехом — команда победила в первенстве. В течение следующих четырех лет наставник тренировал еще три клуба, с каждым из которых достигал минимум второго места. В 2009 году Хуан возглавил клуб «Мотагуа», с которым так же стал чемпионом. Благодаря этому он стал вторым тренером в истории Гондураса, который привел к чемпионскому титулу четыре команды страны. Такой успех не остался незамеченным, и 16 августа 2010 года тренера пригласили в сборную Гондураса. Всего пять месяцев спустя команда Хуана выиграл Центральноамериканский кубок в матче против Коста-Рики. Несмотря на такой успех, контракт, который заканчивался к концу 2011 года, продлён не был. В связи с этим спустя полгода Кастильо возглавил сборную Сальвадора. Вскоре вернулся в «Мотагуа».

### Смерть
Умер 1 мая 2014 года от рака кожи.